# Montemarzino
Montemarzino (Montmarsen in piemontese) è un comune italiano di 305 abitanti  della provincia di Alessandria, in Piemonte.

## Geografia fisica

### Territorio
Il territorio comunale faceva parte della Comunità Montana Valli Curone Grue e Ossona.

## Origine del nome
Compare citato nel 1074 con il nome di Monsmorixinus, divenuto Monsmorisinus e poi forme simili fino a Montemurixino, quindi con il senso di Monte Mauricino, ossia Monte dei Mori, con riferimento a uno stanziamento di tali popolazioni.

## Storia
Antico feudo imperiale dell'Oltrepò pavese, dal 1595 ne sono proprietari i marchesi Doria da cui passa per successione nel 1685 al ramo spagnolo degli Spinola, marchesi di Los Balbases, duchi di Severino e Sesto, signori di Casalnoceto, Rosano e Barisonzo. Governato con sistema feudale dai marchesi Paolo Vincenzo detto Ambrogio (1685-99) e da Carlo Filippo Antonio (1699-1721), Ambrogio II Gaetano (1721-1724), nel 1753 Gioacchino cede lo staterello feudale ai Savoia.
Tra il 1859 e il 1926 è parte del mandamento di Volpedo, circondario di Tortona.
Agli inizi del XX secolo guadagna una certa fama la roccia estratta da una cava in frazione Zebedassi. Tale roccia, usata come materiale di costruzione da secoli, non era compresa nei minerali allora noti e per tanto le è stato attribuito il nome proprio di zebedassite.

### Simboli
Lo stemma e il gonfalone del comune sono stati concessi con decreto del presidente della Repubblica del 29 marzo 2012.
(D.P.R. del 29 marzo 2012)
Il gonfalone è un drappo di azzurro.

## Società

### Evoluzione demografica
Abitanti censiti

## Amministrazione
Di seguito è presentata una tabella relativa alle amministrazioni che si sono succedute in questo comune.
| Periodo        | Periodo        | Primo cittadino             | Partito                                        | Carica      | Note  |
| -------------- | -------------- | --------------------------- | ---------------------------------------------- | ----------- | ----- |
| 30 giugno 1985 | 12 giugno 1990 | Silverio Pietranera         | lista civica                                   | Sindaco     | [ 9 ] |
| 12 giugno 1990 | 24 aprile 1995 | Silverio Pietranera         | Democrazia Cristiana                           | Sindaco     | [ 9 ] |
| 24 aprile 1995 | 14 giugno 1999 | Mario Mutti                 | centro-destra                                  | Sindaco     | [ 9 ] |
| 25 giugno 1999 | 14 giugno 2004 | Ugo Davico                  | lista civica                                   | Sindaco     | [ 9 ] |
| 14 giugno 2004 | 21 aprile 2009 | Massimo Vittorio Berutti    | lista civica                                   | Sindaco     | [ 9 ] |
| 13 maggio 2009 | 8 giugno 2009  | Stefano Piccolo             |                                                | Comm. pref. | [ 9 ] |
| 8 giugno 2009  | 26 maggio 2014 | Claudio Ferrari             | lista civica: insieme per crescere!            | Sindaco     | [ 9 ] |
| 26 maggio 2014 | 26 maggio 2019 | Claudio Marazzi             | lista civica: uniti per continuare a crescere! | Sindaco     | [ 9 ] |
| 26 maggio 2019 | 9 giugno 2024  | Giammattia Nicolini Berutti | lista civica: uniti per continuare a crescere! | Sindaco     | [ 9 ] |
| 9 giugno 2024  | in carica      | Alessandro Davico           | lista civica: uniti per continuare a crescere! | Sindaco     | [ 9 ] |